# Kommandant der Seeverteidigung Gascogne
Der Kommandant der Seeverteidigung der Gascogne, kurz Seekommandant Gascogne, war ein regionaler Küstenbefehlshaber der deutschen Kriegsmarine im Zweiten Weltkrieg mit Sitz zunächst in Bordeaux, ab März 1942 in Royan. Er war dem Marinebefehlshaber Westfrankreich unterstellt.

## Geschichte
Nach der Kapitulation Frankreichs im Juni 1940 richtete die Kriegsmarine eine Kommandostruktur für die französischen Küsten ein, darunter den Marinebefehlshaber Westfrankreich. Diesem unterstanden zunächst viele Hafendienststellen und Artillerieabteilungen der Kriegsmarine direkt. Im Zuge einer Reorganisation im Dezember 1940 wurden die Aufstellung der Seekommandanturen Bretagne, Loire-Gironde und Gascogne als Zwischenebene angeordnet. Während die beiden erstgenannten Seekommandanturen sofort aufgebaut wurden, verzögerte sich die Aufstellung der Seekommandantur Gascogne bis zum Sommer 1941.
Während der Aufbauzeit nahmen der Hafenkommandant von Bayonne und der Seekommandant Loire-Gironde zeitweise die Aufgaben des Seekommandanten Gascogne zusätzlich wahr. Anschließend wurde die Bereichsgrenze zwischen den Seekommandanturen Loire-Gironde und Gascogne von der Gironde an die Mündung der Seudre gegenüber der Île d’Oléron verlegt. Im Süden erstreckte sich der Befehlsbereich Gascogne bis an die spanische Grenze.
Nach der Landung der Alliierten in der Normandie wurde der Befehlsbereich des Seekommandanten in kurzer Zeit durch alliierte Truppen eingenommen. Der Seekommandant blieb bis zu deren Einnahme am 17. April 1945 in der Festung Gironde Nord in Royan, deren Kommandant er war.

## Unterstellte Dienststellen und Verbände
Dem Seekommandanten waren folgende Verbände und Dienststellen unterstellt:
- Hafenschutzflottille Gironde, ab Januar 1942 erneut aufgestellt (ehemalige Hafenschutzflottille Gironde ging als Hafenschutzflottille La Pallice zum Seekommandanten Loire-Gironde)
- Hafenkommandant Bordeaux vom Marinebefehlshaber Westfrankreich
- Hafenkommandant Bayonne vom Marinebefehlshaber Westfrankreich
- Marineartillerieabteilung 284 (Royan), aus der Marineartillerieabteilung 206 aufgestellt und vom Marinebefehlshaber Westfrankreich; im April 1943 Ausgliederung der südlich der Gironde liegenden Teile als Marineartillerieabteilung 618
- Marineartillerieabteilung 286 (Bayonne, Biarritz, Saint-Jean-de-Luz), aus der Marineartillerieabteilung 206 und vom Marinebefehlshaber Westfrankreich; im September 1944 aufgelöst
- Marineartillerieabteilung 618 (Südufer der Gironde), im April 1943 aus Teilen der Marineartillerieabteilung 284 neu aufgestellt
- 16. Marinekraftfahrabteilung (Royan), ab April/Mai 1942
- 1. Marinenachrichtenabteilung (mot.), Juni 1942 von Seekommandant Loire-Gironde, im September 1943 zum Kommandierenden Admiral Adria
- Marineausrüstungsstelle Bordeaux
- Marine-Flakschule II (Dax), fachlich der Inspektion der Marineartillerie unterstellt, nach der Invasion zu einem Marine-Regiment umgewandelt.

## Weitere Marinedienststellen im Verantwortungsbereich
- Kriegsmarinedienststelle Bordeaux
- Marinesonderdienst Bordeaux, ab Mai 1944
- Kriegsmarinewerft Bordeaux

## Seekommandanten
Folgende Offiziere hatten den Dienstposten des Seekommandanten Gascogne inne:
- Fregattenkapitän/Kapitän zur See Hans Lipinski, Juli 1941 – August 1943
- Konteradmiral Hans Michahelles, August 1943 – April 1945